# 张力 (1953年)
张力 （1953年—），男，广东广州人，中国企业家，富力地产创办人和董事长。

## 生平
1953年出生在中国广州市，1973年左右为纺织厂工人，之后在广州市天河区政府工作，1986年成为花园村酒店经理，1988年进入建筑行业并逐渐壮大自己的房地产事业。1994年成立富力地产公司，和香港中文大学毕业的香港商人李思廉亲密合作进军广州房地产业，2002年进军北京拿下北京富力城项目，之后进行全国性战略布局，累计在中国20多个城市开展业务。2005年推动公司在香港交易所主板上市。2016年胡润百富榜显示其资产累计达到110亿人民币。
2022年，张力在英国涉嫌贿赂被捕。2023年6月，张力同意从英国引渡到美国。

## 家庭
儿子是张量，黑洞投资创始人。